# Colonia Bórquez Norte
Colonia Bórquez Norte är en ort i Mexiko.   Den ligger i kommunen Mexicali och delstaten Baja California, i den nordvästra delen av landet, 2 200 km nordväst om huvudstaden Mexico City. Colonia Bórquez Norte ligger 17 meter över havet och antalet invånare är 155.
Terrängen runt Colonia Bórquez Norte är mycket platt, och sluttar söderut. Runt Colonia Bórquez Norte är det ganska tätbefolkat, med 58 invånare per kvadratkilometer. Närmaste större samhälle är Hermosillo, 16,1 km sydost om Colonia Bórquez Norte. Trakten runt Colonia Bórquez Norte består till största delen av jordbruksmark.